# Алексеј Брусилов
Алексеј Алексејевич Брусилов (рус. Алексей Алексеевич Брусилов; Тбилиси, 19. август 1853 — Москва, 17. март 1926) је био руски генерал, који је најпознатији као творац офанзивне тактике кориштене у Брусиловљевој офанзиви у Првом светском рату.

## Живот до 1916.
Рођен је у Тбилисију у данашњој Грузији. Похађао је руску елитну војну школу. Већ на почетку војне каријере суделовао је у Руско-турском рату 1877 — 1878. Унапређен је 1906. у чин генерала. Током Првог светског рата најпре је био командант 8. армије, а касније командант југозападног фронта.

## Брусиловљева офанзива
Брусилов је творац нове офанзивне тактике, која се ослањала на ударе елитним малим јединицама по слабим тачкама непријатеља. Затим би главнина снага користила рупе (бреше) у непријатељској одбрани и кроз створене рупе је разбијала непријатељску линију одбране на широком фронту.
Руска војска је започела Брусиловљеву офанзиву 4. јуна 1916. са масивном, прецизном и кратком баражном артиљеријском ватром на аустроугарске линије. Кључно је било да је артиљеријска паљба била кратка и прецизна, што се разликовало од дотадашњих обичаја дугог ариљеријског напада, што је браниоцима обично омогућавало да довуку резервне снаге и да испразне предње ровове. Почетни напад је био успешан и аустроугарске линије су биле пробијене, што је омогућило да 3 од 4 Брусиловљеве армије напредују на широком фронту. Брусилов је увео иновацију, такозване ударне шок снаге, које су напале слабе аустријске тачке, па је главна армија могла искористити такав пробој слабих тачака. Брусиловљева тактичка иновација је била слична тактици коју су касније користили Немци на западном фронту, тзв. инфилтрационој тактици или Хутјеровој тактици.
Брусиловљевом офанзивом 1,5 милиона војника Аустроугарске било је избачено из строја. Брусиловљева офанзива је била најуспешнија руска офанзива у Првом светском рату.

## После 1916.
Када је руски цар Николај II абдицирао 1917, Привремена влада је поставила Брусилова за начелника генералштаба. Сменили су га већ у августу 1917. Током Октобарске револуције и Руског грађанског рата Брусилов није био активан. Придружује се Црвеној армији тек 1920. Брусилов је био патриота, који није волео бољшевике на власти, али у њима је видео пут да Русија постане моћна и уједињена. Иако је био симпатизер белих није их подржао јер су нападали у исто време када је Русија ратовала са Пољском. Суделовао је у кампањи на Пољску као војни саветник и инспектор коњице.
Пензионисан је са седамдесет година. Живео је у стану који су делили са још једним паром. Када је умро на почасној државној сахрани је било присутно и свештенство.
Одликован је Краљевским орденом Карађорђеве звезде.